# NGC 5618
NGC 5618 est une vaste galaxie spirale barrée située dans la constellation du Vierge. Sa vitesse par rapport au fond diffus cosmologique est de 7 398 ± 17 km/s, ce qui correspond à une distance de Hubble de 109,1 ± 7,6 Mpc (∼356 millions d'al). NGC 5618 a été découverte par l'astronome germano-britannique William Herschel en 1789.
La classe de luminosité de NGC 5618 est III et elle présente une large raie HI. Selon la base de données Simbad, NGC 5618 est une galaxie LINER, c'est-à-dire une galaxie dont le noyau présente un spectre d'émission caractérisé par de larges raies d'atomes faiblement ionisés.
En raison d'une brillance de surface égale à 14,11 mag/am2, on peut qualifier NGC 5618 de galaxie à faible brillance de surface (LSB en anglais pour low surface brightness). Les galaxies LSB sont des galaxies diffuses (D) avec une brillance de surface inférieure de moins d'une magnitude à celle du ciel nocturne ambiant.
À ce jour, sept mesures non basées sur le décalage vers le rouge (redshift) donnent une distance de 87,100 ± 24,535 Mpc (∼284 millions d'al), ce qui est à l'intérieur des valeurs de la distance de Hubble. Cependant, l'une des mesures est totalement incohérente avec une valeur de 41,3 Mpc. Notons que c'est avec la valeur moyenne des mesures indépendantes, lorsqu'elles existent, que la base de données NASA/IPAC calcule le diamètre d'une galaxie et qu'en conséquence le diamètre de NGC 5618 pourrait être d'environ 57,1 kpc (∼186 000 al) si on utilisait la distance de Hubble pour le calculer.